# Just So You Know
«Just So You Know» es el segundo sencillo del álbum Right Where You Want Me, del cantante estadounidense Jesse McCartney.

## Información
La canción fue escrita por Jesse McCartney, Dory Lobel, Adam Watts y Andy Dodd y producida por éstos 2 últimos. La canción y el video muestran la historia de un chico quién está enamorado de la novia de otro hombre.
McCartney grabó una versión en francés llamada "De Toi À Moi" (literalmente "From You to Me"), que aparece como bonus track en la versión francesa de su tercer álbum, Departure.
El video musical oficial fue dirigido por Declan Whitebloom, bajo la producción de Merge @ Crossroads.

### Lista de canciones
Descarga digital/CD Sencillo
1. «Just So You Know» (Radio Edit)

CD Sencillo/Descarga Digital
1. «Just So You Know» (Radio Edit)
2. «Feels Like Sunday»

CD Sencillo.
1. «Just So You Know»
2. «Feels Like Sunday»
3. «Right Where You Want Me» (Joe Bermudaz Mix)

## Posicionamiento
| Listas (2007)                  | Posición |
| ------------------------------ | -------- |
| Bélgica Ultratop Singles Chart | 12       |
| Italia Singles Chart           | 8        |
| Alemania Singles Chart         | 90       |
| Philippine Singles Chart       | 4        |
| Singapur Singles Chart         | 7        |
| Hot Canadian Digital Singles   | 73       |